# ثامر سبهان
ثامر سبهان العلی الحمود السبهان متولد ۱۹۶۷ در شهر ریاض عربستان است. او هم‌اکنون به عنوان سفیر در کشور عراق مشغول به فعالیت است. اما دولت عراق از عربستان خواست بعلت دخالت‌های زیاد وی در مسائل داخلی این کشور، او را از سفارت برکنار کند.